# Kim Na-Young (judoka)
Kim Na-Young (en coreano: 김나영; 6 de enero de 1988) es una deportista surcoreana que compitió en judo. Ganó tres medallas en los Juegos Asiáticos en los años 2006 y 2010, y cuatro medallas en el Campeonato Asiático de Judo entre los años 2009 y 2012.

## Palmarés internacional
| Juegos Asiáticos    | Juegos Asiáticos     | Juegos Asiáticos  | Juegos Asiáticos |
| Año                 | Lugar                | Medalla           | Categoría        |
| ------------------- | -------------------- | ----------------- | ---------------- |
| 2006                | Doha (Catar)         | Medalla de bronce | +78 kg           |
| 2010                | Cantón (China)       | Medalla de plata  | Abierta          |
| 2010                | Cantón (China)       | Medalla de bronce | +78 kg           |
| Campeonato Asiático |                      |                   |                  |
| Año                 | Lugar                | Medalla           | Categoría        |
| 2009                | Taipéi (Taiwán)      | Medalla de plata  | Abierta          |
| 2009                | Taipéi (Taiwán)      | Medalla de bronce | +78 kg           |
| 2011                | Abu Dabi (EAU)       | Medalla de plata  | +78 kg           |
| 2012                | Taskent (Uzbekistán) | Medalla de bronce | +78 kg           |